# John William Dunne
John William Dunne (✰ Curragh Camp, 1875;  ✝ Banbury, 24 de agosto de 1949) foi um aviador, engenheiro, autor e filósofo irlandês.
Como pioneiro da engenharia aeronáutica nos primeiros anos do século XX, Dunne trabalhou nos primeiros aviões militares, concentrando-se nos aviões sem cauda para conseguir uma estabilidade inerente ao desenho.
No campo da filosofia, ele alcançou proeminência devido às suas teorias sobre a natureza do tempo, que ele descrevia como "serializável".

## Biografia
Terceiro filho do General Sir John Hart Dunne e Julia Elizabeth Dunne, aristocratas irlandêses. O final da vida e da carreira de Dunne transcorreu na Inglaterra.
Desde a infância, ele tinha interesse nas áreas científicas, e inspirado por uma novela Júlio Verne, aos treze anos ele vislumbrou uma máquina voadora sem cauda que não precisava de controles móveis de direção. As suas ideias eram inspiradas pelo "voo" da semente da Zanonia, que planava no ar com o auxílio do vento.

### Carreira militar
Dunne juntou-se ao regimento voluntário Imperial Yeomanry antes de se tornar tenente no Royal Wiltshire Regiment. Ele lutou na Segunda Guerra dos Bôeres sob o comando do General Roberts mas em 1900 foi declarado inválido para o serviço com febre tifóide.
Chamado novamente para servir em 1902, Dunne foi diagnosticado com problemas no coração, fazendo com que ele fosse afastado da frente de batalha no ano seguinte. O restante de sua carreira no exército seria dedicado em trabalhos voltados à aeronáutica.

### Aeronáutica

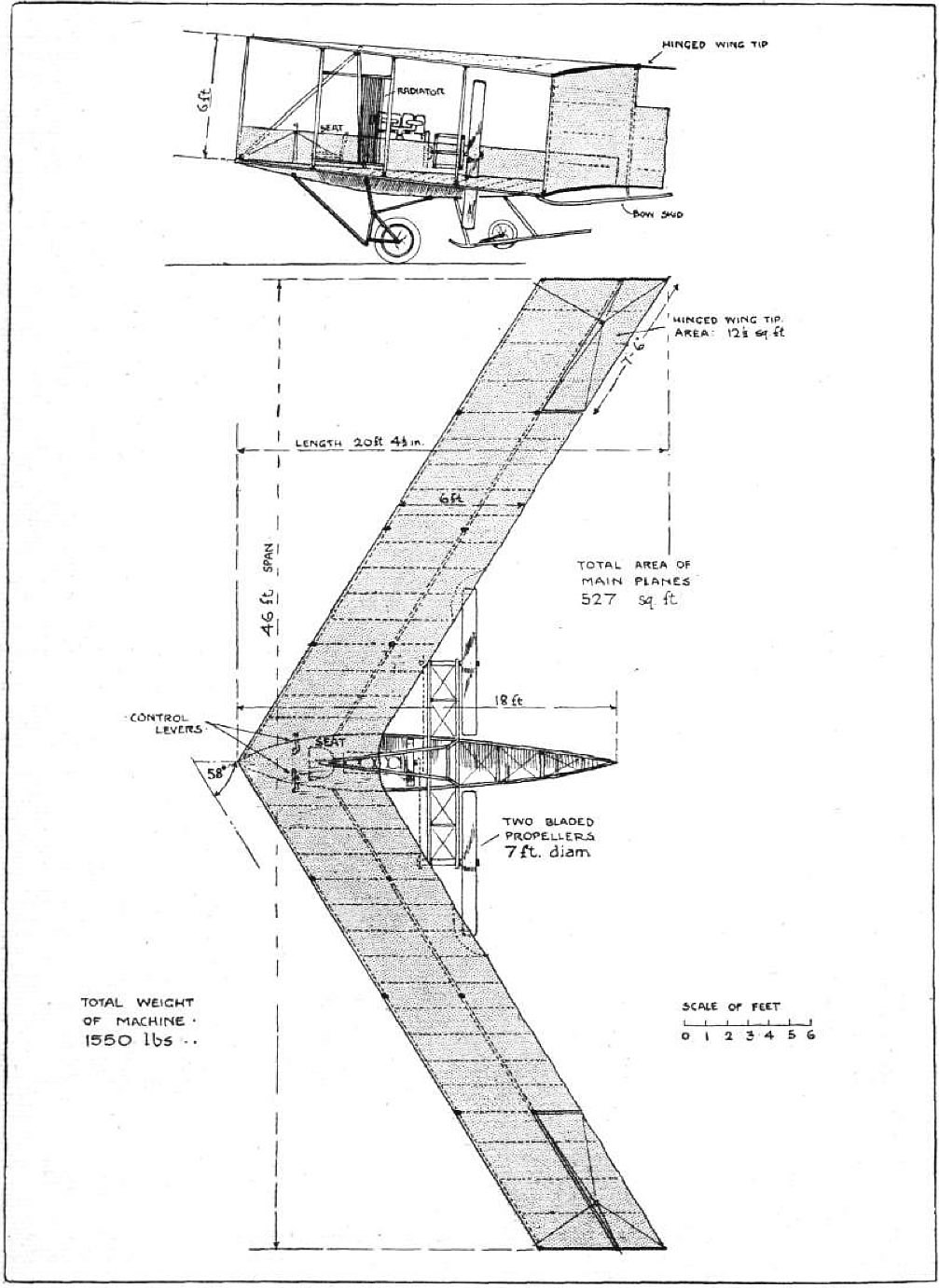
Planos do projeto do Dunne D.5.

Enquanto esteve em licença médica em 1901, Dunne iniciou seus estudos nas ciências de aerodinâmica e de voo mais seriamente, primeiro observando pássaros em voo. Ele estava entre os vários pioneiros que se inspiraram na natureza, em particular, o voo estável da semente de Zanonia. Encorajado entre outros por H.G. Wells, com quem estabeleceu amizade em 1902, ele projetou e construiu pequenos modelos de teste baseados numa configuração sem cauda.
No seu retorno à Inglaterra pela segunda vez, ele retomou seu estudo sobre o voo, e apesar da saúde debilitada, em 1904, ele estava pronto a construir planadores e eventualmente aeronaves motorizadas para demonstrar na prática as suas teorias de controle de voo e estabilidade.
Por solicitação do comandante da sua unidade, o Coronel John Capper, Dunne foi alocado na nova Army Balloon Factory em South Farnborough em junho de 1906. Depois de meses construindo e testando novos modelos, todos ostentando a configuração em forma de ponta de flecha e sem cauda, Dunne construiu um planador tripulado, o Dunne D.1, já com previsão de ser equipado com motores e hélices no futuro.
O D.1 foi construído sob grande segredo, e em julho de 1907, foi enviado por trem à vila de Blair Atholl nas Terras Altas da Escócia para voos de teste. O D.1 fez vários voos curtos planando nas colinas ao Norte da vila. No último voo, Capper voou por oito segundos antes de colidir com um muro e se machucar levemente. O planador experimental demonstrou a estabilidade do desenho que Dunne considerava essencial. O D.1 foi reconstruído e equipado com dois motores girando um único eixo que por sua vez acionava duas hélices. Ele caiu na sua primeira tentativa de voo quando o carrinho de decolagem saiu do curso.
O planador D.2, projetado em 1907, foi um projeto de um veículo de teste de pequena escala proposto para o aeroplano Dunne-Huntington, projetado entre 1907 e 1908 por Dunne para ser construído por Huntington. Esse planador não foi construído, mas o modelo real foi eventualmente construído por Huntington e voou com sucesso entre 1910 e 1911. Ele foi descrito várias vezes como um biplano ou triplano, devido a sua configuração com uma grande asa dupla, com plano frontal em forma de flecha.
O planador tripulado D.3 e o aeroplano motorizado D.4, foram levados para a mesma vila de Blair Atholl em 1908, onde o planador eventualmente voou bem e o D.4 teve sucesso limitado, sendo, segundo palavras de Dunne: "mais um saltador que um voador". Durante essa viagem, Dunne foi novamente acometido de problemas de saúde.
Dunne retornou à fábrica de balões e começou a trabalhar no seu próximo projeto, o D.5. No entanto, em 1909 o War Office cessou todo o apoio oficial para voos de "mais pesados que o ar", e Dunne deixou a fábrica de balões. Ele foi autorizado a ficar com seus aeroplanos. Naquela época, Dunne era também um importante oficial na Aeronautical Society.
Com o suporte financeiro de seus amigos, Dunne criou uma pequena empresa, a Blair Atholl Aeroplane Syndicate, para continuar seus experimentos. Assim como os modelos anteriores, o D.5 era um biplano em forma de "V" e sem cauda com asas bem finas. Uma nacele central abrigava o piloto (e passageiro), assim como um motor na parte traseira que acionava duas hélices por impulsão. As asas em ângulo forneciam estabilidade inerente ao desenho, diminuindo o ângulo de ataque gradualmente do centro para as extremidades. A Short Brothers na Ilha de Sheppey foi contratada para construir a aeronave que também ficou conhecida como Short-Dunne 5. Em 1910 esse modelo foi completado.
Em 20 de dezembro de 1910, no campo de teste da Aeronautical Society em Eastchurch na Ilha de Sheppey, Dunne demonstrou a extraordinária estabilidade do modelo D.5 para uma audiência impressionada que incluiu: Orville Wright e Griffith Brewer. Voando usando apenas o acelerador para subir e descer, ele também podia retirar as duas mãos dos controles para fazer anotações num pedaço de papel. Apesar disso, em 1911, o D.5 caiu e foi seriamente danificado.
A intenção original de Dunne era a de construir um monoplano, mas naquela época, o exército esperava receber biplanos, e Capper instruiu Dunne de acordo. O próximo projeto de Dunne, livre da influência do exército, foi um monoplano, o D.6. Este modelo e seus derivados, o D.7 e o D.7bis, voaram entre 1911 e 1912.
Nesse período, o D.5 já havia sido reconstruído e melhorado, com a designação de Dunne D.8. Um exemplar voou cruzando o Canal da Mancha para a França, e Farnborough avaliou o modelo. A produção foi licenciada para a Nieuport na França e para a Burgess nos Estados Unidos.
Entre 1913 e 1914 ficou claro que havia pouco futuro para os desenhos de Dunne. Apesar de que os princípios de estabilidade inerente foi provado e ganhou aceitação lentamente, as principais características do projeto seguiram evoluindo porém num caminho completamente diferente.
Com a saúde deteriorada, Dunne teve dificuldade de permanecer ativo na aeronáutica. A Blair Atholl Syndicate foi liquidada em 1914, e Dunne passou a se dedicar a outras áreas.

### Últimos anos
Dunne publicou seu primeiro livro, sobre pesca com mosca, em 1924.
Durante esse período, ele estudava sonhos precognitivos que ele acreditava que ele e outros haviam experimentado. Em 1927, ele havia desenvolvido a teoria do tempo serializável, pela qual ele ficou famoso e publicou vários trabalhos, juntamente com sua pesquisas sobre sonhos no seu próximo livro: "An experiment with time" (em português Um experimento com o Tempo). Trabalhos seguintes, desenvolvendo esse tema incluíram: The Serial Universe (1934), The New Immortality (1938), Nothing Dies (1940) e Intrusions? (publicado postumamente em 1955).

### Morte
Dunne morreu em 24 de agosto de 1949, com 74 anos de idade, em Banbury, Inglaterra.

## Projetos de aeronaves Dunne

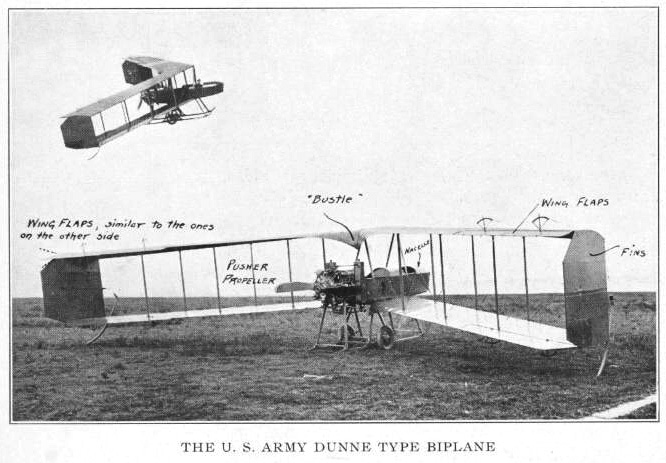
Um biplano ao "estilo Dunne" no exército dos Estados Unidos, ~1917.

Dunne criou alguns dos primeiros aviões práticos com estabilidade inerente e desenho muito característico com asas em flecha e sem cauda:
- Dunne D.1 (1907) - voou apenas como planador, a versão motorizada foi danificada por um problema no equipamento auxiliar de decolagem.
- Dunne D.2 (1907) - apenas um modelo em escala proposto de planador, não chegou a ser construído
- Dunne-Huntington (1906-1907) - biplano ou triplano, voou em 1910,[7] modificado e melhorado em 1913; asa biplano com uma "sobre asa" na parte da frente, levando alguns a se referir a ele como um triplano.[8] Construído por Huntington sobre um desenho de Dunne, o único que não seguiu o desenho padrão de asas finas e sem cauda.
- Dunne D.3 (1908) - planador.
- Dunne D.4 (1908) - biplano motorizado usando as asas do D.1. Conseguiu apenas alguns "saltos" no ar.
- Dunne D.5 (1910) - biplano motorizado; construído pela Short Brothers conhecido também como Short-Dunne 5, esse foi o primeiro dos projetos de Dunne sem cauda a efetivamente voar, demonstrando sua estabilidade inerente. Depois de uma acidente, ele foi reconstruído e reformado como o D.8.[9]
- Dunne D.6 (1911) - monoplano.
- Dunne D.7 (1911–1912) - monoplano. O D.7-bis foi uma versão de dois lugares do D.7.
- Dunne D.8 (1912) - versão reconstruída e melhorada do D5; voou de Eastchurch para Paris em 1913; construído sob licença pela Nieuport e pela Burgess.
- Dunne D.9 (1912-1913) - projeto de um biplano do qual cinco exemplares estavam em construção entre 1912 e 1913.[8]
- Dunne D.10 (1912) - versão de menor envergadura do D.8.
- Burgess-Dunne (1913-1916) - variantes do D.8 fabricadas sob licença nos Estados Unidos entre 1913 e 1916; versões terrestres e anfíbias voaram nas forças aéreas do Canadá e dos Estados Unidos.[10]
- James monoplane (1913) - monoplano com asas ainda mais anguladas (quase que em "delta"), atingiu um obstáculo em terra e foi destruído antes do seu primeiro voo.

## Trabalhos publicados
- Sunshine and the Dry-Fly[11] (1924)
- An Experiment with Time (1927)
- The Serial Universe (1934)
- The Jumping Lions of Borneo (1937)
- The New Immortality (1938)
- An Experiment with St. George (1938)
- Nothing Dies (1940)
- Intrusions? (1955)